# Grafisch Lyceum Utrecht
Het Grafisch Lyceum Utrecht, kortweg GLU genoemd, is een vakschool in de Nederlandse stad Utrecht met een ruim 100 jaar tellende historie.
De school, begon 2 juli 1907 als Vakschool voor de Typografie, telt in 2019 circa 2200 studenten en 215 medewerkers. Er worden verschillende mbo-opleidingen aangeboden op het gebied van media, communicatie en ICT. De opleiding is gevestigd aan de Vondellaan en heeft een nevenvestiging aan de Koningin Wilhelminalaan.

## Historie
De eerste leslokatie was een tijdelijk schoolgebouw aan de Wolvenstraat. Het eerste jaar 1907-08 sloot af met 17 leerlingen die les hadden gekregen van in totaal 5 leraren. In 1909 werd er een perceel gehuurd aan de Van Wijckskade 37. Dat jaar werd er ook een begin gemaakt met een nieuw schoolgebouw aan de Jutfaseweg. Dit gebouw werd op 20 april 1910 officieel in gebruik genomen, maar in maart waren de klassen al vanuit de Van Wijckskade naar het nieuwe gebouw verhuisd. De naam van de school wijzigde in School voor de Grafische Vakken.
Importeurs en fabrikanten van grafische machines en materialen hielpen de school met de inrichting, leverden tegen gereduceerde prijs, of gaven machines in bruikleen. Zo waren er op de drukkerij-afdeling 13 persen beschikbaar met verschillende constructies, en was er een stereotypie-inrichting.
In december 1913 werd er een avondcursus ingesteld voor mensen die reeds in grafische bedrijven werkzaam waren. In 1914 werd gestart met een afdeling voor fotochemografie en lithografie. In 1916 werd er een Linotype zetselgietmachine aangeschaft en kreeg men ook een oude machine om het onderhoud/demonteren/monteren te oefenen.
Op 3 december 1917 werd de afdeling chemigrafie geopend.
In 1921 kon men de machinezetterij uitbreiden met Monotype-machines en een Typograph-zetselgietmachine. Later werd deze afdeling gestaag uitgebreid. In 1947 stonden er 6 Linotypes, een Intertype, en een Monotype-installetie van 9 machines.
In 1990 wijzigt de school weer van naam en gaat het verder als het Vaktechnisch Lyceum (VLU). 
In 1997 verhuist de school naar een nieuw gebouw aan de Vondellaan, waar ze het pand gaan delen met het Montessori College, een school voor vmbo. Twee jaar later verandert de VLU opnieuw van naam en wordt nu Grafisch Lyceum Utrecht. 
In 2005 wordt het Montessori College hernoemd tot X11.